# Mega Man X2
Mega Man X2 est un jeu d'action-plates-formes développé et édité par Capcom sur Super Nintendo en 1995, puis sur téléphone mobile et les Consoles virtuelles (Wii, Wii U), New Nintendo 3DS). C'est la suite du jeu Mega Man X et le second volet de la série Mega Man X,,,,,,,.

## Histoire
Six mois après la défaite de Sigma, X a pris la tête des chasseurs de Mavericks, dans l'espoir d'éliminer les dernières poches de résistance Maverick.
Ce que X ne sait pas, c'est qu'un nouveau conflit de grande envergure est sur le point de commencer. En effet, un groupe Maverick, les Chasseurs de X (X-Hunters), dirigé par trois influents personnages, Serges, Agile et Violen, complotent dans l'ombre. Ils ont réuni la plupart des Mavericks survivants sous leur coupe et préparent une vaste contre-attaque. Pire encore, le plus intelligent des trois, Serges, est parvenu à reconstruire Zero, chasseur et allié de X, mort dans le précédent jeu, et compte s'en servir contre notre héros.
Une course contre la montre s'engage alors que X se voit de nouveau confronté à des ennemis de taille et tente de récupérer le corps de son ami défunt, afin que le Professeur Cain le reconstruise.

## Système de jeu
Le concept de Mega Man X est repris dans son intégralité. Quelques petites nuances viennent cependant s'ajouter, comme le scénario du jeu, qui tourne autour de Zero, ou, plus particulièrement, de sa résurrection, le joueur se voit confronté à un dilemme :
- Si X parvient à récupérer toutes les pièces de Zero, ce dernier viendra lui venir en aide à un moment clé du jeu. Le joueur évitera ainsi d'avoir à combattre le robot rouge.
- Si X échoue à récupérer toutes les pièces de Zero, le joueur sera obligé de le combattre vers la fin du jeu.

Dans tous les cas, le choix du joueur n'affecte que très peu le scénario : Zero reviendra aux côtés de X à la fin du jeu.
Mega Man X2 est réputé pour son choix d'animaux pour le moins insolite. Parmi les Mavericks, on compte une éponge, une autruche, une mite et un mille-pattes[réf. nécessaire].

### Innovations
En plus de l'armure de combat (Ride Armor), X peut désormais piloter une moto-aéroglisseur. Pour la première fois dans la série, les Mavericks sont capables d’attaques spéciales plus puissantes lorsque leur jauge de vie a été réduite de moitié. Ce jeu établit le design définitif de Zero. C’est aussi la première fois que le robot rouge emploie le Z-Saber, l’arme qui deviendra sa marque de fabrique. En plus de reprendre le moteur graphique de son prédécesseur, le jeu bénéficie de la puce Cx4, qui permet des visuels semi-transparents et certains effets en 3D.  La puce Cx4 sera également utilisée dans Mega Man X3.

### Giga Armor
À l'instar de la Light Armor dans Mega Man X, l'armure récupérée par X dans Mega Man X2 ne porte pas de nom officiel, même si elle est bien connue par son nom officieux : la Giga Armor. Elle est composée du casque, qui active une fonction radar pour détecter les objets et les passages secrets, du corps qui active le Giga Crush, une super attaque alimentée par l'énergie des dégâts absorbés, du Buster permettant de tirer deux tirs chargés plutôt qu'un et de la jambe qui permet d'effectuer une charge aérienne (Air Dash).

### Shouryuuken
Mega Man X2 permet au joueur de maîtriser une technique de combat secrète, à condition de découvrir l'emplacement de sa capsule d'amélioration et de respecter certaines consignes bien précises. Intitulée Shouryuuken, cette technique consiste à effectuer un coup de poing ascendant enflammé, capable de détruire d'un coup presque n'importe quel Maverick.
Il s'agit d'un clin d'œil à la série Street Fighter, développée par Capcom, au même titre que le Hadouken de Mega Man X.

## Mavericks
| Nom anglais       | Nom japonais       | Apparence     | Niveau           | Arme           | Faiblesse      |
| ----------------- | ------------------ | ------------- | ---------------- | -------------- | -------------- |
| Overdrive Ostrich | Sonic Ostreague    | Autruche      | Desert Base      | Sonic Slicer   | Crystal Hunter |
| Wire Sponge       | Wire Hetimarl      | Courge éponge | Weather Control  | Strike Chain   | Sonic Slicer   |
| Crystal Snail     | Cristar Mymine     | Escargot      | Emergen Crystal  | Crystal Hunter | Magnet Mine    |
| Flame Stag        | Flame Stagger      | Cerf          | Volcanic Zone    | Speed Burner   | Bubble Splash  |
| Magna Centipede   | Magne Hyakulegger  | Mille-pattes  | Central Computer | Magnet Mine    | Silk Shot      |
| Morph Moth        | Metamor Mothmeanos | Mite          | Robot Junkyard   | Silk Shot      | Speed Burner   |
| Bubble Crab       | Bubbly Crablos     | Crabe         | Deep Sea Base    | Bubble Splash  | Spin Wheel     |
| Wheel Gator       | Wheel Alligates    | Alligator     | Dinosaur Tank    | Spin Wheel     | Strike Chain   |

## Portages etremake
En 2006, Mega Man X2, fait l'objet d'une réédition sur PlayStation 2, GameCube et Xbox dans la compilation Mega Man X Collection. Un remake sur PlayStation Portable intitulé Mega Man Maverick Hunter X2, était prévu, mais en raison de ventes décevantes de son prédécesseur, le projet a été annulé.